# Ragsdale (Indiana)
Ragsdale es un lugar designado por el censo ubicado en el condado de Knox en el estado estadounidense de Indiana. En el Censo de 2010 tenía una población de 129 habitantes y una densidad poblacional de 22,36 personas por km².

## Geografía
Ragsdale se encuentra ubicado en las coordenadas 38°44′48″N 87°19′27″O / 38.74667, -87.32417. Según la Oficina del Censo de los Estados Unidos, Ragsdale tiene una superficie total de 5.77 km², de la cual 5.77 km² corresponden a tierra firme y (0%) 0 km² es agua.

## Demografía
Según el censo de 2010, había 129 personas residiendo en Ragsdale. La densidad de población era de 22,36 hab./km². De los 129 habitantes, Ragsdale estaba compuesto por el 100% blancos, el 0% eran afroamericanos, el 0% eran amerindios, el 0% eran asiáticos, el 0% eran isleños del Pacífico, el 0% eran de otras razas y el 0% pertenecían a dos o más razas. Del total de la población el 1.55% eran hispanos o latinos de cualquier raza.